# Chiesa di San Vito (Torino)
La chiesa di San Vito, Modesto e Crescenza (più nota come chiesa di San Vito) è un edificio religioso del Piemonte situato nel comune di Torino.

## Storia

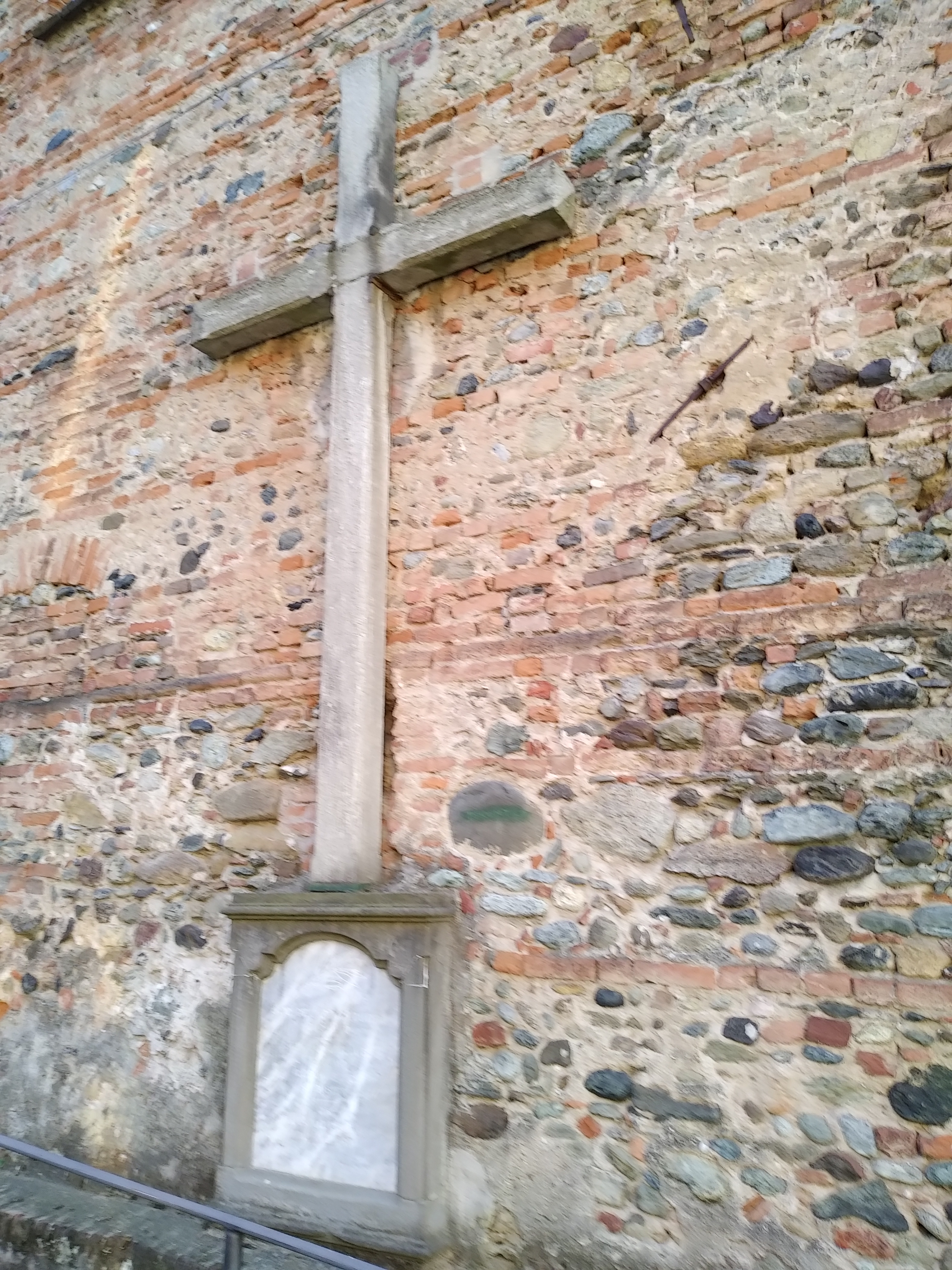
Croce e iscrizione sul lato settentrionale

La chiesa viene citata nell'anno 860 nell'elenco dei beni che il vescovo Remigio donò ai Canonici di San Salvatore. Della costruzione medioevale, presumibilmente in stile romanico, resta praticamente solo più il campanile, perché la chiesa venne ricostruita in stile barocco nel 1694. Si tratta di una chiesa parrocchiale alla quale afferiscono alcune chiese non parrocchiali collocate nella zona collinare circostante.
Nel 1769 vi vennero trasferite alcune reliquie attribuite a San Valentino, in precedenza custodite in una cappella nei pressi del Po, con una solenne processione e l'autorizzazione dell'arcivescovo Francesco Luserna Rorengo. Nel 1951 vennero esumate le salme ancora presenti nel contiguo "Cimitero di San Vito", che fu attivo per secoli e che venne poi smantellato nel secondo dopoguerra.

## Descrizione
L'edificio si trova sulla Collina di Torino a 413 metri di quota sulla strada che sale al Colle della Maddalena su un panoramico poggio posto sulla destra del Po. La chiesa è a navata unica ed è orientata in senso est/ovest. I lati meridionale e orientale confinano con la casa parrocchiale, mentre quello occidentale si affaccia su una terrazza che funge da sagrato. Al lato settentrionale, fiancheggiato da una strada e che si affaccia verso un edificio che servì a lungo da scuola elementare, è addossata una grossa croce che un tempo apparteneva al contiguo "cimitero di San Vito", oggi scomparso. L'esterno della chiesa è in muratura a vista, tipica di molti edifici torinesi. 
La facciata fu realizzata nel XVIII secolo ed è caratterizzata da due ordini sovrapposti e da un portale di ingresso intonacato e decorato. Anche l'interno è intonacato e dipinto e sotto l'altare maggiore sarebbero conservate alcune reliquie di San Valentino.

## Galleria d'immagini

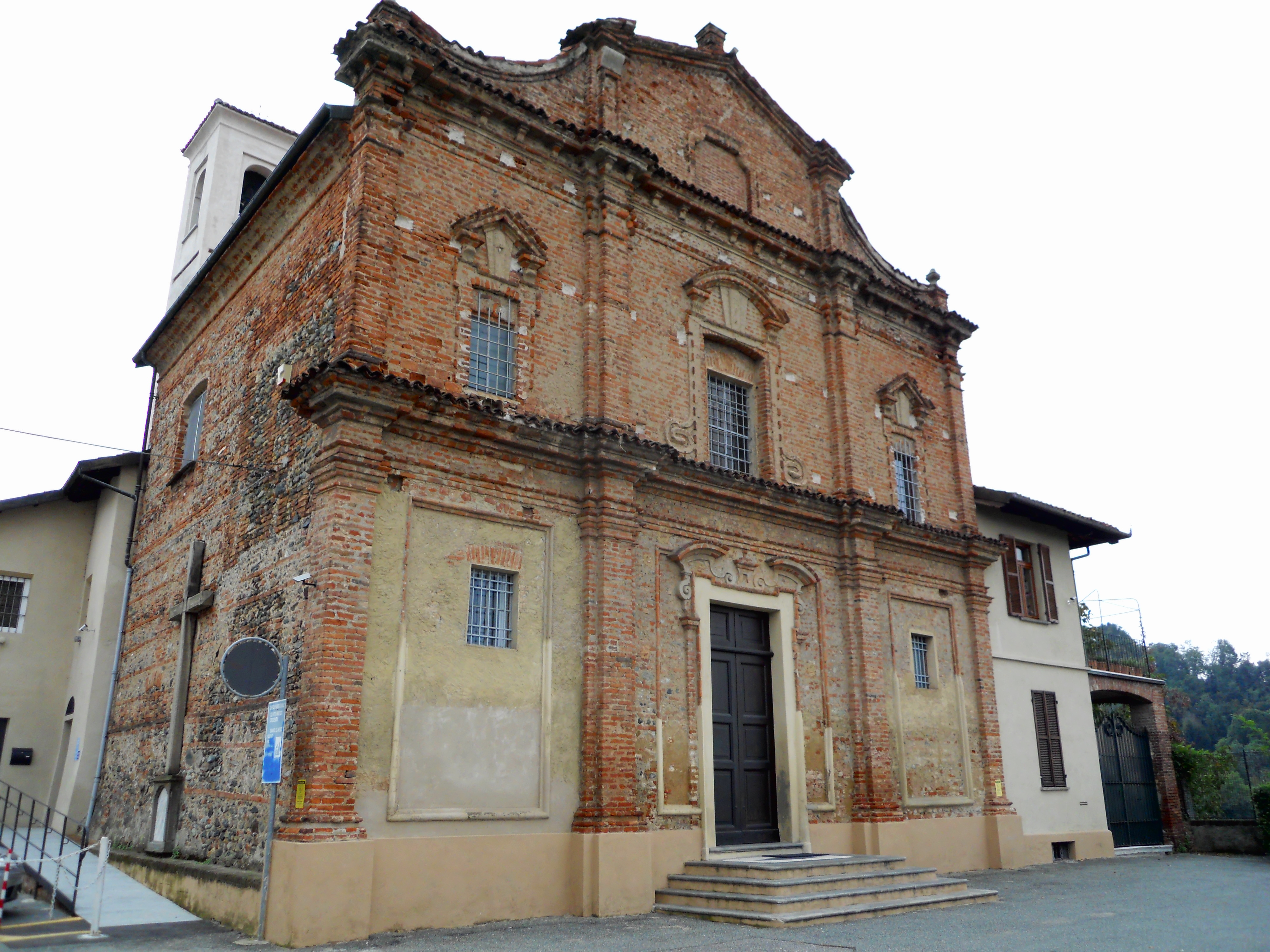
Veduta facciata Chiesa
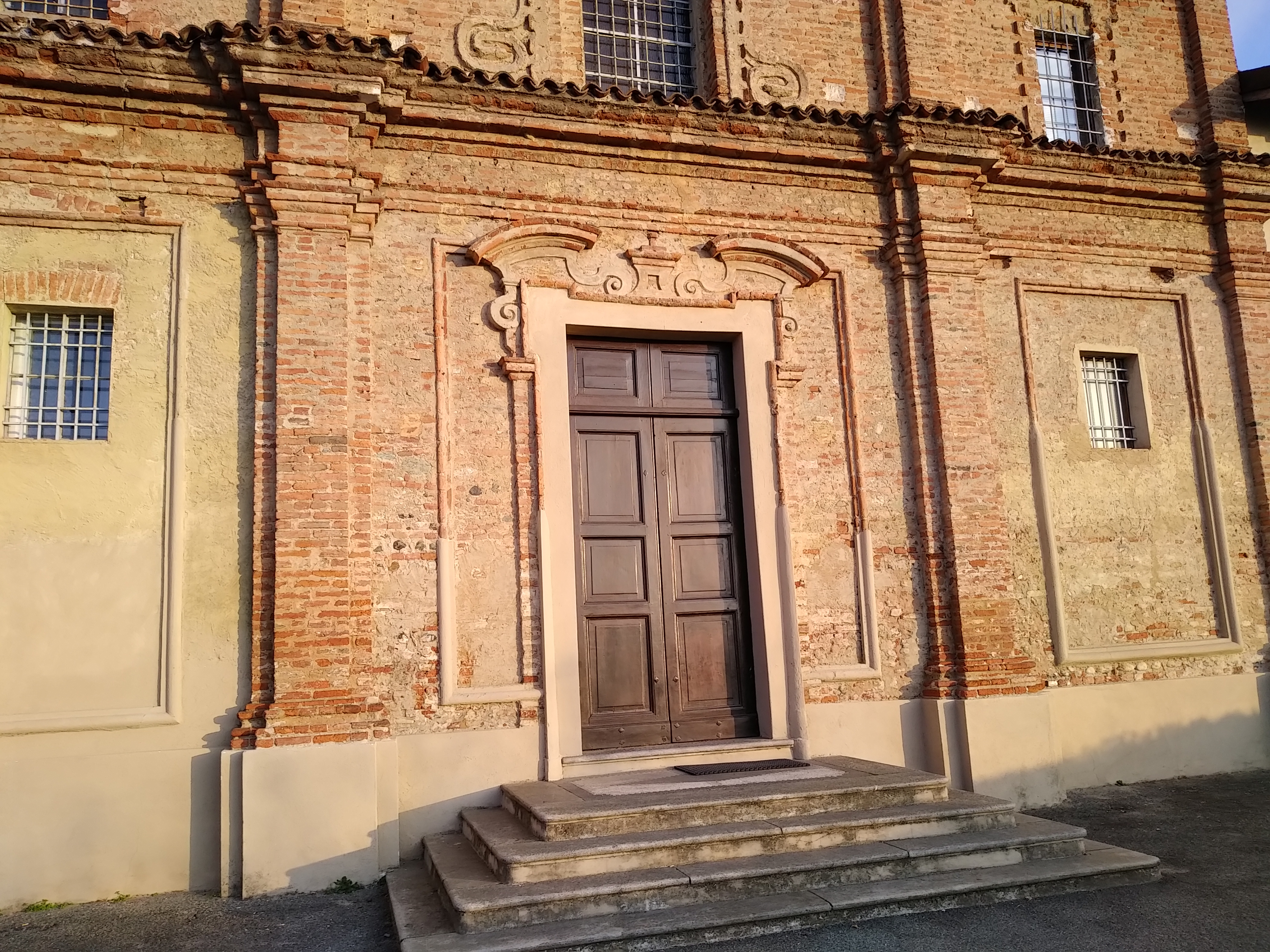
Il portale di ingresso
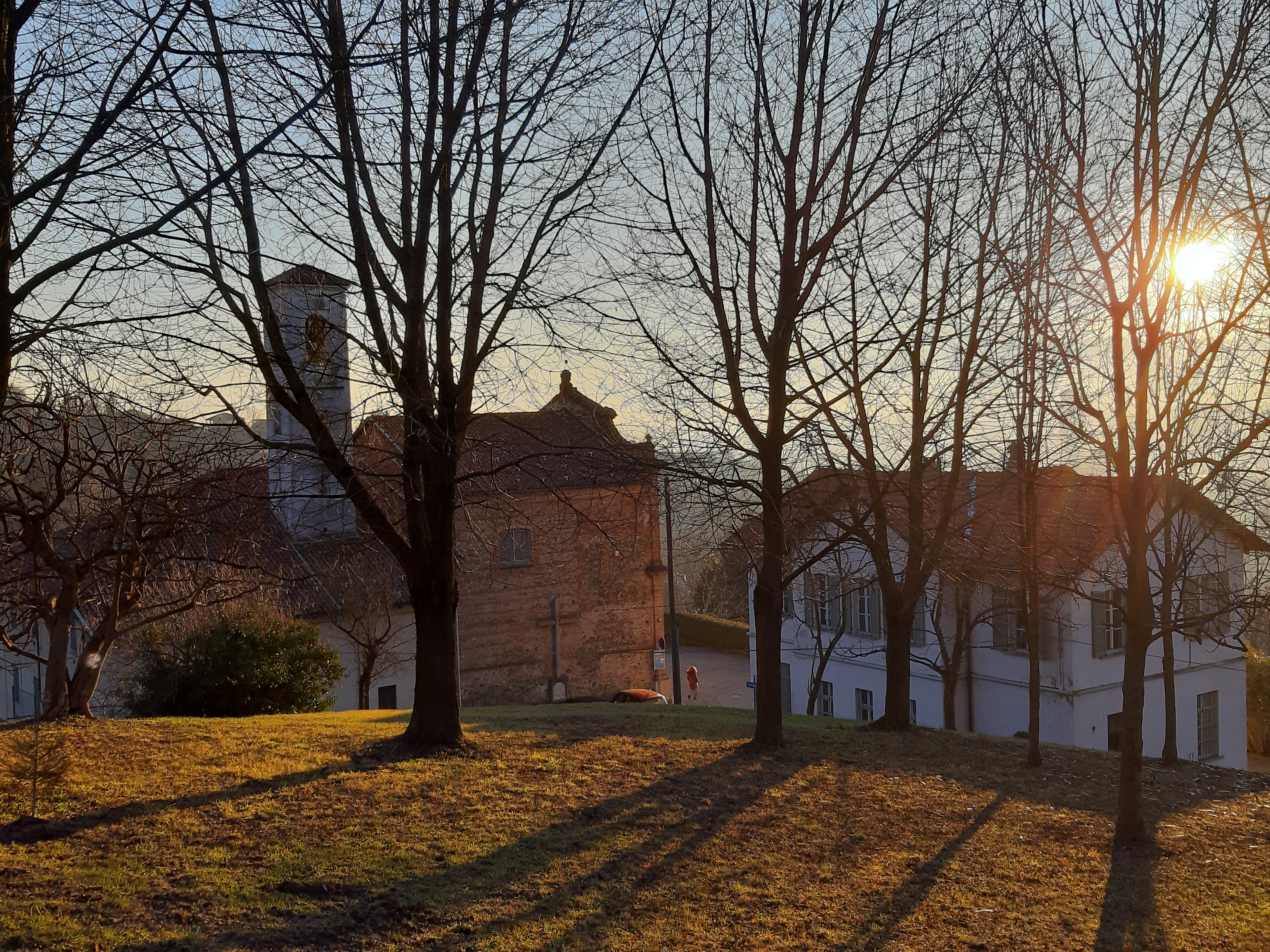
Veduta invernale Chiesa di San Vito